# الكتاب الأزرق
الكتاب الأزرق: دليل منتظم للاستشهاد (بالإنجليزية: The Bluebook: A Uniform System of Citation)‏ هو دليل للكتابة ونظام استشهاد واسع الاستخدام في الولايات المتحدة، ويستخدم فقط لتخصص القانون سواء لكتابة اللوائح والمذكرات القانونية أو للمقالات والكتب العلمية في القانون.

## وصلات خارجية
- الموقع الرسمي